# Badamakanhalli, Bangarapet
Badamakanhalli là một làng thuộc tehsil Bangarapet, huyện Kolar, bang Karnataka, Ấn Độ.